# 大宁公主
大宁公主杨氏（?—?），隋朝公主，是废太子、房陵王杨勇的女儿。
据杨氏的孙子高安期的墓志铭记载，杨氏被封为大宁公主，下嫁给开国功臣、左仆射高颎第三子高表仁。高表仁封渤海郡开国公、驸马都尉，前后赏赐不可胜计。高颎和杨勇是姻亲，所以在杨勇、杨广的斗争中，高颎支持杨勇。开皇二十年（600年）十月，隋文帝废太子杨勇，大宁公主作为杨勇的子女也被废为庶人。高表仁在唐太宗贞观五年（632年）奉命持节出使倭国。